# Alexianerkloster Eschweiler
Das Alexianerkloster Eschweiler war das erste Filialkloster der Kölner Alexianer in der Stadt Eschweiler im Westen Nordrhein-Westfalens. Das Gebäude stand in der Innenstadt an der oberen Jülicher Straße und war ein dreigeschossiger Ziegelsteinbau zu drei Achsen. Die Ziegeln waren selbst gebrannt.

## Geschichte
Der Generalobere der Kölner Alexianer, Bruder Dominikus Loweg, mietete in der Peilsgasse in der Eschweiler Innenstadt am 1. Mai 1904 eine Wohnung mit sieben Wohnräumen, zwei Mansardenzimmern und einem Garten, wo er das Alexianerkloster Eschweiler mit dem Zweck der ambulanten Krankenpflege gründete. Am 3. November zogen die Brüder Ignatius Glasmacher, Laurentius Walter und Sebastianus Ramm ein. In der ersten Zeit fanden sie jedoch kaum Beschäftigung.
Im Juli 1906 erwarb die Kongregation ein 70,62 Ar großes Grundstück an der oberen Poststraße (seit 1935 Jülicher Straße), auf dem sie ein Haus, das auch der Aufnahme von etwa 30 Pensionären dienen sollte, errichten wollten. Der erste Spatenstich erfolgte am 16. März 1908, bezogen wurde das Kloster am 1. Mai 1909. Es war auf Wunsch des Kölner Erzbischofs Antonius Kardinal Fischer dem Herz Jesu geweiht.
Es folgten abermals harte Zeiten, so dass das Kloster übergangsweise durch Wohltäter versorgt werden musste. 1936 waren sechs Brüder in der ambulanten Krankenpflege und der Betreuung von 20 Pensionären tätig. 1937 sollte die Kongregation aufgehoben werden und nur noch zwei Brüder waren tätig. Trotzdem war eine Auflösung der Eschweiler Niederlassung nicht möglich, da die Betreuung der Pensionäre gewährleistet sein musste. Die Kongregation begann im August 1943 Verhandlungen mit den Kölner Ursulinen zwecks Übergabe; am 31. Dezember 1943 wurde ein Vertrag unterschrieben und am 12. Februar 1944 genehmigt. Daraufhin verließen die Brüder das Haus und übergaben es den Ursulinenschwestern, welche es wenige Jahre später ebenfalls verließen.
Am 5. März 1956 übernahm der Eschweiler Bergwerksverein EBV das Kloster als Pächter, und am 1. Januar 1960 wurden Gebäude und Grundstück an einen Fabrikanten weiterverpachtet, der sie später für 110.000 DM kaufte. Zwischenzeitlich waren in dem Gebäude Wohnungen für Ausländer. 
Von 1966 bis 1970 wurde das Gebäude abgerissen. Heute erinnert an das Eschweiler Kloster noch das Sträßchen Im Klostergarten, dessen Name vom Stadtrat am 28. März 1966 beschlossen wurde.
Koordinaten: 50° 49′ 32,1″ N, 6° 16′ 5,4″ O